# Marie-Michel-Gustave-Louis Maillard
Marie-Michel-Gustave-Louis Maillard, francoski general, * 1882, † 1958.